# Lycium acutifolium
Lycium acutifolium är en potatisväxtart som beskrevs av Ernst Meyer. Lycium acutifolium ingår i släktet bocktörnen, och familjen potatisväxter. Inga underarter finns listade i Catalogue of Life.